# Mysidia dollingi
Mysidia dollingi är en insektsart som beskrevs av Broomfield 1985. Mysidia dollingi ingår i släktet Mysidia och familjen Derbidae. Inga underarter finns listade i Catalogue of Life.